# 破壊力学
破壊力学（はかいりきがく、英: fracture mechanics）は、材料力学をベースとしながらもそれでカバーできない分野に考え出された工学の一分野であり、欠陥もしくはき裂を有する部材・材料について、破壊現象を定量的に取り扱う工学的手法の一つである。き裂は曲率半径0の切り欠きであり、その部位の応力集中係数を従来の材料力学的手法で取り扱うと無限大となる困難が生じていた。これに対する回答をグリフィスやアーウィンらがみいだし、この分野が確立した。
破壊力学では、欠陥・き裂部位の形状・応力・ひずみの状態などを単純なパラメータに落としこみ、比較的容易に取り扱うことが出来る。材料力学を常用することで解決する分野でなく破壊問題が深刻な最先端領域で多用される。

## 破壊力学のパラメータ
物体の形状や、欠陥・き裂の形態・寸法、荷重条件が異なっていても、材料・パラメータの値が同一であれば、ある部位で破壊現象がおきたばあいに、別の部位でも同様の破壊現象が起きると予測できる。
破壊力学のパラメータは、目的や適用範囲に応じて複数提案されている。

## 線形弾性の破壊力学

### グリフィス理論
破壊力学は第一次世界大戦中にイギリスの航空エンジニアアラン・アーノルド・グリフィスが、ガラスやセラミックスなどの脆性材料の破損を説明するために発展させた。グリフィスの仕事は次の2つの矛盾した事実に動機づけられたものだった:
- バルクのガラスを破壊するために必要な応力は約100 MPaである。
- 原子間の結合を切るために理論上必要な応力は約10,000 MPaである。

これらの競合する観測結果の帳尻を合わせる理論が求められていたのである。
また、グリフィス自身が行なったガラス繊維の実験から、破壊するために必要な応力は繊維の直径が減少するほど大きくなることが示唆された。
グリフィスの登場以前は、一軸引張強度が広範囲に材料の破壊を予測するために使われていたが、これは試料に依存しない材料特性としては使えなかった。
グリフィスは、実験で観測された理論上の予測値より低い破壊強度と大きさに依存した破壊強度は、バルク材料のミクロスケールのき裂によるものだと提案した。
このき裂によるという仮説を検証するため、グリフィスは実験用ガラス試料に人工的なき裂を入れた。
この人工的なき裂は、試料表面の他のき裂に比べて非常に大きいものとした。
彼の実験によると、き裂の長さ{\displaystyle a}の平方根と破断応力{\displaystyle \sigma _{f}}はほぼ一定で、次の式で表される:
{\displaystyle \sigma _{f}{\sqrt {a}}\approx C}
線形弾性理論の観点からのこの関係の説明には問題がある。
線形弾性理論によると、線形弾性体材料の尖ったき裂の先端における応力（すなわち、引っ張り）は無限大になることが予測されるのである。
この問題を避けるため、グリフィスは熱力学的アプローチを構築し、彼の観測した関係を説明した。
き裂の成長には新しい2つの表面の生成、すなわち表面エネルギーの増大が要求される。
グリフィスは弾性体平板の有限のき裂の弾性の問題を解くことで、表面エネルギーを用いた定数{\displaystyle C}の表現を発見した。
そのアプローチは端的には、
- ある一軸引張負荷が加えられた理想材料に蓄えられる位置エネルギーを求める。
- 境界で加えられた負荷が仕事をしないように補正し、き裂を材料へ導入する。き裂は応力を緩和するので、き裂表面付近の弾性エネルギーを減少させる。一方、き裂の存在は材料全体の表面エネルギーを増加させる。
- 自由エネルギーの変化（表面エネルギー - 弾性エネルギー）をき裂の長さの関数として求める。この自由エネルギーが臨界き裂長さでピーク値をとるときに破壊が起こる。臨界き裂長さを越えると、き裂長さの増加すなわち破壊が起こることにより自由エネルギーが減少する。

このような手続きによって、グリフィスは次の関係を見い出した:
{\displaystyle C={\sqrt {\cfrac {2E\gamma }{\pi }}}}
ここで、{\displaystyle E}は材料のヤング率で、{\displaystyle \gamma }は材料の表面エネルギー密度である。
{\displaystyle E=62\mathrm {GPa} }、{\displaystyle \gamma =1\mathrm {J/m^{2}} }と仮定すると、グリフィスのガラスにおける実験により予測された破壊応力とよく一致する。

### アーウィンによる修正

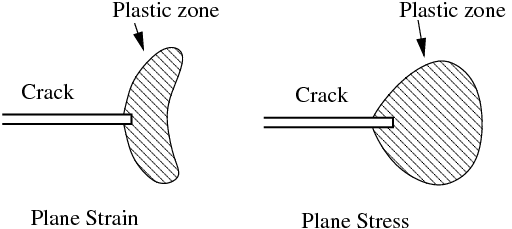
延性材料のき裂突端周辺の塑性領域。

グリフィスの仕事は1950年代前半まで航空エンジニアのコミュニティから全く相手にされなかった。その理由は、(a)実際の構造材料で破壊が起こるのに必要なエネルギーの規模は、発生した表面エネルギーよりも何オーダーの規模も大きいということと、(b)構造材料のき裂先端周辺で常にある程度起こっている非弾性変形がき裂先端で無限の応力を伴う線形弾性材料の仮定を極めて非現実的なものにしていること、であるようだ。 

グリフィスの理論はガラスのような脆性材料の実験データと良い一致をもたらした。
鋼のような延性材料については、{\displaystyle \sigma _{y}{\sqrt {a}}=C}の関係は維持されるものの、グリフィスの理論によって予測した表面エネルギー{\displaystyle \gamma }は大抵の場合非現実的に高くなってしまう。米海軍調査研究所(NRL)のジョージ・ランキン・アーウィンの作業グループは第二次世界大戦の間に塑性が延性材料の破壊において間違いなく重要な役割を果たしているということに気が付いた。
延性材料では、き裂の先端で塑性領域が発達する(実は脆性材料でも同様である)。
加えられた荷重が増加するに従って、その塑性領域はき裂が成長しき裂奥の材料にかかる荷重を緩和するまで大きくなる。
き裂先端付近のこの塑性の荷重の増減の繰り返しがエネルギーの散逸を引き起こし、熱を発生させる。
ゆえに、グリフィスが脆性材料に対して考案したエネルギーバランスの関係に散逸項を加える必要がある。
物理の言い方をすれば、脆性材料と比較すると、延性材料におけるき裂の成長には追加のエネルギーが必要であるということである。
アーウィンの戦略はエネルギーを2つに分けることであった:
- き裂成長されることにより放出される弾性エネルギー。これは破壊における熱力学的駆動力となる。
- 塑性的散逸および表面エネルギーとして散逸したエネルギー(およびその他散逸)。散逸するエネルギーは破壊における熱力学的な抑制である。

すると全エネルギーは次のようになる:
{\displaystyle G=2\gamma +G_{p}}
ここで、{\displaystyle \gamma }は表面エネルギーで{\displaystyle G_{p}}はき裂成長の面積当たり塑性散逸(およびその他の散逸)である。
ガラスのような脆性材料においては、表面エネルギー項が卓越するので、{\displaystyle G\approx 2\gamma =2\,\,\mathrm {J/m^{2}} }となる。
鋼のような延性材料においては、塑性散逸が卓越して{\displaystyle G\approx G_{p}=1000\,\,\mathrm {J/m^{2}} }となる。
温度がガラス転移点に近い高分子においては、中間的な値{\displaystyle G\approx 2-1000\,\,\mathrm {J/m^{2}} }となる。

### 応力拡大係数 K
アーウィンとその同僚によるもう一つの重要な業績は破壊に有効なエネルギーの量を線形弾性固体のき裂先端周辺の漸近による応力と変位場で計算する方法を発見したことである。
き裂先端周辺の応力の漸近表現は、
{\displaystyle \sigma _{ij}\approx \left({\cfrac {K}{\sqrt {2\pi r}}}\right)~f_{ij}(\theta )}
である。ここで、{\displaystyle \sigma _{ij}}はCauchy応力テンソル、{\displaystyle r}はき裂先端からの距離、{\displaystyle \theta }はき裂面に沿った角度、そして{\displaystyle f_{ij}}はき裂の形状および荷重状態に依存する関数である。
アーウィンは{\displaystyle K}を応力拡大係数と呼んだ。
{\displaystyle f_{ij}}は無次元なので、応力拡大係数は{\displaystyle {\text{Pa}}\cdot {\text{m}}^{\frac {1}{2}}}の単位を持つ。
補強材モデルを使う場合にも同様の漸近応力が得られる。
き裂先端部の応力の度合を表すパラメータが応力拡大係数Kであり、亀裂の入っている周辺の平均的な応力と亀裂の長さの1/2乗を掛け合わせたものと比例し、亀裂の進展の駆動力とするものである。
線形弾性理論に基づいており、長い亀裂が入った急激な破損で見られるような、亀裂に対し亀裂先端の塑性域が十分小さい領域での解析に有用であり、それは高強度材においてはそれが小さな亀裂で起こることになる。
一般式を以下に示す。
{\displaystyle K=F\cdot \sigma {\sqrt {\pi a}}}
- σ :き裂部位の公称応力
- a :き裂の半長
- F :き裂・構造物の形状、加重による定数だが内包され、主応力方法と直角の場合1に漸近し、孤立亀裂であれば表面に突き出していても１近くの値を取る。

降伏応力が低く破壊靭性値が高い材料では、き裂部の塑性領域が大きくなる為、応力拡大係数を適用できない。また、材料力学における応力集中係数とは字面が似ているが別物である。

#### 脆性破壊の評価
{\displaystyle K_{C}}を材料が持つ亀裂に対する進展抵抗値（正式には破壊靭性値）とし、次の条件で脆性（急速）破壊が発生する。
{\displaystyle K\geq K_{c}}
ここでKcは材料の破壊靭性値で、ASTM規格のいわゆるコンパクトテンション（CT）試験片や三点曲げ試験などで測定される。

### ひずみエネルギーの放出
アーウィンは、き裂先端の塑性領域はき裂の大きさに比べて小さければき裂が成長するために必要なエネルギーはき裂先端の応力にそれほど致命的には依存しないということを初めて観測した。
換言すれば、純粋な弾性力学による解で破壊に有効なエネルギー量を求めるために使えるということだ。
き裂成長によるエネルギー放出率またはひずみエネルギー放出率は、き裂成長の面積当たりの弾性ひずみエネルギーとして求められる。すなわち、
{\displaystyle G:=\left[{\cfrac {\partial U}{\partial a}}\right]_{P}=-\left[{\cfrac {\partial U}{\partial a}}\right]_{u}}
ここで{\displaystyle U}は系の弾性エネルギー、{\displaystyle a}はき裂長さである。
荷重{\displaystyle P}または変位{\displaystyle u}は上記の計算をする際には定数とする。
アーウィンは面内開口形(モードI)においてひずみエネルギー放出率と応力拡大係数の関係を次のように示した:
{\displaystyle G=G_{I}={\begin{cases}{\cfrac {K_{I}^{2}}{E}}&{\text{plane stress}}\\{\cfrac {(1-\nu ^{2})K_{I}^{2}}{E}}&{\text{plane strain}}\end{cases}}}
ここで、{\displaystyle E}はヤング率、{\displaystyle \nu }はポアソン比、{\displaystyle K_{I}}はモードIにおける応力拡大係数である。
また、アーウィンは線形弾性体の平面のき裂によるひずみエネルギー放出率は、最も一般的な荷重条件において、モードI、面内せん断形(モードII)および面外せん断形(モードIII)のそれぞれの応力拡大係数により表されるとした。
次に、アーウィンは脆性破壊の間エネルギー散逸領域の大きさと形状は近似的に一定であるとの追加の仮定を採用した。
この仮定はき裂表面を生成するために必要なエネルギーは材料の素材のみに依存して一定であるということを示唆している。
この新たな材料の物性値は破壊靱性と名付けられ、{\displaystyle G_{\mathrm {Ic} }}と表記される。
今日において、平面ひずみの条件下で求められた臨界応力拡大係数{\displaystyle K_{\mathrm {Ic} }}は線形弾性破壊力学を決定付ける値として受け入れられている。

## 弾塑性の破壊力学

### き裂先端開口変位（CTOD） δ
英語名（Crack Tip Opening Displacement）の頭文字をとってCTODとも。き裂先端部が塑性変形するとき、先端部は開口する。その開口幅δをき裂の応力・ひずみを表す破壊力学パラメータとして使用でき、現在応力拡大係数をその場で測定可能にしている概念である。
δについても応力拡大係数Kの場合と同じように、脆性破壊の限界値をδcを測定することが出来る。日本では日本溶接協会規格WES1108による規定がある。

## 破壊力学の歴史
ベースとしてはルネサンス期より多用された応力設計（材料力学）の限界により始まった。19世紀あたりから鉄鋼が増産され、それにより車両機械などが発明されたことによる振動や、構造物は巨大化していったその中で20世紀に入り次々と応力設計の問題点が浮上してきた。構造物が脆性破壊により損傷することは、19世紀には広く知られていた。当時は、大きな構造物はリベット・継手で接合されていた為、構造物全体が損傷することは稀であった。しかし、20世紀中頃から溶接構造が広く使われるようになり、一箇所で発生したき裂が溶接部を通り構造物全体に波及する事故が多発するようになった。脆性破壊について最初に研究したのは、イギリスの科学者アラン・アーノルド・グリフィスである。第二次世界大戦下で米国が建造していたリバティ船が多数脆性破壊で損傷したことにより、 グリフィスの脆性破壊の研究が脚光をあびた（グリフィス理論参照）。当初はガラスなどの脆性材料についての理論であったが、後に鋼材などにも適用が拡大されていった。応用面でも脆性破壊にとどまらず、疲労き裂の進展評価、腐食下での欠陥の寿命評価など破壊現象全般をその適用対象としていった。さらにこの分野の確立に決定的であったのはG.R.Irwinの応力拡大係数の導出であり、これによりエネルギー理論から応力理論への橋渡しが完成し、S.P.Timoshenkoが確立していた材料力学との接続が可能になったのでこの学問分野は破壊力学の名称が与えられた。